# Palaestina expolita
Palaestina expolita är en spindelart som beskrevs av O. Pickard-Cambridge 1872. Palaestina expolita ingår i släktet Palaestina och familjen Zodariidae. Inga underarter finns listade i Catalogue of Life.